# 康斯坦丝·卡明斯
康斯坦丝·卡明斯（英語：Constance Cummings，1910年5月15日—2005年11月23日），美国和英国女演员。曾获得托尼奖最佳话剧女主角。